# Franz Pauli
Franz Pauli (* 6. Juli 1927 in Gleiwitz, Provinz Oberschlesien; † 11. Februar 1970 in Köln) war ein deutscher freischaffender Künstler.

## Leben
Franz Pauli war Sohn des Gewerbeoberlehrers Günther Pauli (1898–1947) und seiner Frau Charlotte geb. Ueberall (1892–1986). Sein Vater war Fachleiter an der Gewerbeoberschule Gleiwitz in den Klassen für die schmückenden Handwerke. Im Rahmen seiner künstlerischen Tätigkeit war er an verschiedenen Ausstellungen beteiligt. Franz Pauli besuchte die Grundschule in Gleiwitz-Richtersdorf und setzte seine Schulbildung am Gymnasium in Gleiwitz fort. Die politische Entwicklung verfolgte die Familie mit großer Beunruhigung. Der Vater fürchtete als ehemaliges Logenmitglied der Freimaurer und als engagierter Sozialdemokrat um seinen Lehramt. Während der Vater nach dem Einmarsch der Roten Armee Ende Januar 1945 interniert und nach Stalino verschleppt wurde, verbrachte Franz Pauli die folgenden Monate schwer verletzt im Lazarett. Im September 1945 verließen Mutter und Sohn Gleiwitz in Richtung Westen und fand Obdach zuerst bei, später in Paderborn. 1947 verstarb der Vater auf dem Rücktransport aus sowjetischer Kriegsgefangenschaft in Frankfurt (Oder) an Hungertyphus, was Franz Pauli und seine Mutter jedoch erst viel später erfuhren.
Nach dem Abitur am Gymnasium Theodorianum in Paderborn 1949, welches er mit dem Hebraicum, Graecum und Latinum abschloss, erlernte Franz Pauli zunächst das Malerhandwerk, wodurch er in Berührung mit dekorativen Wandmalereien und Restaurierungsarbeiten kam. Wegen seiner besonderen Begabung konnte er die Lehre vorzeitig abschließen und 1951 sein Studium an den Kölner Werkschulen aufnehmen. Dort war er bis 1953 Schüler von Friedrich Vordemberge. 1953 bis 1957 studierte er an der Düsseldorfer Kunstakademie bei Otto Pankok, Otto Coester und Robert Pudlich. 1958 schloss er darüber hinaus ein Lehramtsstudium für Kunst und Biologie ab und absolvierte damit auch das Philosophicum. Mit Ablegen des Staatsexamens bat er um Entlassung aus dem Schuldienst um ausschließlich als freischaffender selbstständiger Künstler arbeiten zu können.
Franz Pauli schuf ein umfangreiches, vielgestaltiges Werk. Hervorzuheben sind seine Öl-Lackbilder, Druckgrafiken, Siebdrucke und dreidimensionale Objekte, die elektrische Schaltkreise aufgreifen und der Frage nach der Verbindung von Kunst, Kreativität, Technik und menschlicher Schöpferkraft sowie zwischen Kunst und Kybernetik nachgehen. Ende der 1960er Jahre eröffnete er das 'Studio für Kunst und Kybernetik' in Köln, in dem er zusammen mit dem Mathematiker Roland Fuchshuber Experimente und öffentliche Performances zum Thema Kunst und Kybernetik durchführte. Bekannter und in der Öffentlichkeit bisher sichtbarer sind die von Franz Pauli entworfenen Glasfenster, die er für mehr als 120 Kirchen im In- und Ausland gestaltete. Durch den aktuellen Veränderungsdruck innerhalb der katholischen Kirche sind einige der Kirchen, in denen Franz Pauli gewirkt hat, und damit die dort geschaffenen Werke, in ihrem Bestand bedroht.

## Ausstellungen (in Auswahl)
- 1967: Berlin, Galerie Wirth, zusammen mit Hans-Albert Walter
- 1967: Neapel (Druckgraphik)
- 1988: Köln, Maternushaus, Einzelausstellung
- 1999: Berlin, Galerie Waszkowiak[2][3]

## Angewandte Werke Glasmalerei / Glasfenster (Auswahl)
Kirchen Franz Pauli nach Bistümern
Bistum Aachen:
- Aachen, St. Nikolaus, Orgelbemalung
- Birkesdorf, Düren, Friedhofskapelle (1962), Fenster + Türen
- Bracht, Kath. Kirche
- Frenz, Inden, Kath. Kirche
- Kornelimünster, Aachen, Kath. Propsteikirche
- Strauch, Simmerath 1 kl. Maßwerkfenster

Bistum Essen
- Brügge, St. Paulus, Chorfenster + Betonfenster Taufkapelle
- Duisburg-Hamborn, Abtei St. Johann, St. Josephs-Fenster
- Duisburg-Hamborn, St. Georg (Architekt Schilling)
- Essen Mitte, St. Gertrudis
- Essen, St. Markus
- Essen, Schwesternkapelle
- Essen-West, St. Anna (1969), Sälzerstr. 84 (niedergelegt)
- Essen-Altenessen, Herz-Jesu
- Gelsenkirchen-Ückendorf, St. Thomas Morus
- Marienheide, Kath. Kirche
- Swisttal-Miel (Architekt Lückerath)
- Oberhausen-Buschhausen, Christ-König, Betonglasfenster 1964
- Plettenberg, Kath. Kirche

Bistum Osnabrück
- Lingen, St. Bonifatius, drei Chorfenster

Bistum Hildesheim
- Bad Gandersheim, Kath. Pfarrkirche
- Benefeld Visselhövede, Kath. Kirche (1967),
- Börssum, Kirchenneubau (1960), (profaniert)
- Braunlage, Kapelle des Kinderkurheim Waldmühle
- Ebstorf bei Uelzen, Lüneburger Heide, Hauptstr. 9
- Garbsen, Kath. Kirche Neubau (niedergelegt)
- Göttingen-Geismar, Maria Königin des Friedens
- Hannover-Stöcken, St. Christopherus
- Hannover-Vinnhorst, St. Hedwig, Birkenallee
- Hildesheim, St. Ansgar, Mühlenstraße 24
- Kalefeld, St. Jakobus der Ältere (bei Bad Gandersheim)
- Salzgitter Lebenstedt, Gemeinde St. Michael, Saldersche Straße 1–3 (profaniert)
- Salzgitter-Hallendorf, Kath. Kirche
- Visselhövede, Kath. Kirche (1966)
- Volpriehausen bei Göttingen
- Walkenried, Kirchenneubau (1960)

Bistum Hamburg
- Bad Oldesloe, St. Vicelin, Vicelinstr. 1, 23843

Bistum Köln
- Andernach, Kath. Kirche St. Peter, Rundfenster
- Bad Honnef, St. Johann Baptist
- Bad Münstereifel, romanische Pfarrkirche St. Chrysanthus und Daria, Gesamtverglasung 1969, Langenhecke 3, 53902,
- Bergisch Gladbach, Altersheim Margarethenhöhe, Bleiverglasung in der Kapelle
- Bensberg, Fenster in der neuen Leichenhalle (1962)
- Blessem, St. Michael
- Bliesheim, St. Lambertus (Architekt Ingenday)
- Bonn Bad Godesberg, St. Marien, Hermann Joseph Haus
- Bonn Bad Godesberg-Muffendorf, St. Martin
- Bonn Bad Godesberg St. Albertus Magnus
- Bonn Dottendorf, Kath. Kirche
- Bonn Röttgen, Christi Auferstehung
- Bonn Venusberg, St. Marienhospital (Anfang 1964. 1973 eingebaut)
- Buschbell Frechen, St. Ulrich
- Düsseldorf-Derendorf, St. Dreifaltigkeit
- Düsseldorf-Himmelgeist, St. Nikolaus, Nikolausstraße 22
- Grefrath, Gemeinde Türnich, Friedhofskapelle
- Gymnich Erftstadt, Kath. Kirche
- Horrem, St. Clemens
- Horrem, Kath. Kirche Christus König, Hauptstraße
- Kleinkönigsdorf Frechen, Friedhofskapelle
- Köln, St. Alban, Gesamtverglasung
- Köln, Herz-Jesu-Kirche, Seitenfenster unten, kleine Kreuzwegfenster
- Köln, Kolpinghaus, heute Kolpinghotel, Kapellenverglasung
- Köln St. Maria Himmelfahrt, Marzellenstraße, Barockkirche, Gesamtverglasung
- Köln, Maria-Lyskirchen, u. a. Sakristeifenster
- Köln, Minoritenkirche, Westfenster
- Köln, St. Mauritius, Gesamtverglasung
- Köln, St. Peter, 1 Querhaus-Fenster
- Köln-Ehrenfeld, St. Barbara, Gesamtverglasung (letzte Fenster wurden 1979 eingebaut)
- Köln Firma Stollwerck neue Eingangshalle, Eingangshallenfenster, 1970
- Köln, Volksschule Lohmüllerstr. (Gartenstadt Nord) Bleiverglasung, Treppenhaus + Eingangsfenster
- Köln, Weißenburgstr. Mütterschule
- Köln-Ehrenfeld, St. Barbara Einbaunachricht 1970 – 1979
- Köln-Höhenhaus, St. Johann Baptist, Taufkapelle (1964)
- Köln-Lindenthal, Zum Guten Hirten, Gesamtverglasung
- Köln-Nippes, St. Joseph
- Köln-Porz-Langel, St. Clemens (1964)
- Köln-Porz-Zündorf, St. Maria Geburt
- Köln-Porz-Zündorf, St. Michael (Gemeinde St. Maria Geburt)
- Köln-Porz-Zündorf, St. Martin
- Köln-Raderthal, Maria Empfängnis, Köln-Riehl, St. Engelbert, Eingangsfenster
- Köln-Weiden, Kath. Kirche St. Marien, Fenster im neuen Altenheim (1963 Einbau)
- Köln-Widdersdorf, Kath. Kirche (Kartons z. T. von Oidtmanns hergestellt. 1973 eingebaut. Architekt Lückerath)
- Köln-Worringen, St. Pankratius, Fenster im Schiff + Taufkapelle
- Leverkusen-Schlebusch, St. Thomas Morus (1961), Alter Grenzweg 19
- Meinerzhagen, Kath. Kirche, (Architekt Schilling)
- Neschen, Michaelskirche (1963), Gemeinde Altenberg
- Neuss, St. Quirin, Gesamtverglasung der Krypta
- Neuss Büttgen, St. Aldegundis
- Neuss Rosellen, Volksschule (1963), Gemeinschaftsraum, Bleiverglasung
- Neuss Weckhofen, St. Paulus, Gesamtverglasung 1969, Maximilian-Kolbe-Str. 4,
- Neuss Weißenberg, Stadtsparkasse (1963)
- Niederdrees (ü Rheinbach) z. Hd. Kath Pfarramt St. Petrus + St. Paulus, Ludendorf Kr. Euskirchen
- Pulheim Brauweiler, Abteikirche St. Nikolaus
- Pulheim Fliesteden, Kath. Kirche (1966)
- Rhöndorf, St. Marien, Taufkapellenfenster
- Rhöndorf, Kapelle Müttererholungsheim
- Rhnödorf, Schwesternheim Zum Guten Hirten
- Rösberg b. Bonn, Kath. Kirche St. Markus
- Solingen, Kath. Kirche St. Michael
- Stommeln, Alte Pfarrkirche
- Steinenbrück ü. Köln-Bensberg (1962)
- Walberberg, Kath. Kirche, Gesamtverglasung
- Wesseling, St. Marien (1965)
- Windhagen ü Gummersbach ü Asbach Westerwald
- Zülpich Hoven, St. Margareta, Taufkapellenfenster + mittlere Chorfenster

Bistum Münster
- Ahlen, St. Elisabeth, Betonglasfenster
- Münster, St. Stephanus
- Donsbrüggen, Kath. Kirche ü. Kleve, 1 Chorfenster
- Heek, St. Ludgerus, Chorfenster,
- Stromberg

Bistum Paderborn
- Anröchte, Kath. Kirche
- Balve, Kath. Kirche, 3 Chorfenster, 2 Seitenfenster
- Bad Driburg, Zum verklärten Christus, Bad Driburg, Kapelle im Josefshospital
- Brakel, Kat. Kirche (1969)
- Dorlar, Kath. Kirche (1969), Sauerland
- Hagen-Wehringhausen, St. Michael
- Hörste bei Lippstadt, St. Martin (17 Fenster)
- Meschede, Abtei Königsmünster Sakramentsturm + Beichtkapelle, Sakristeifenster
- Messinghausen, St. Vitus
- Olsberg, Marienkapelle, Betonverglasung
- Paderborn, Berufsschule, Stadt PB
- Paderborn, St. Laurentius (Herz-Jesu Gemeinde)
- Paderborn, Gaukirche
- Sande b. Paderborn
- Stromberg, Kath. Kirche
- Gütersloh-Blankenhagen, Hl. Familie
- Wanne-Eickel, Kath. Kirche St. Marien

Andere Kirchen und Orte
- USA New Orleans, Louisiana, St. Dominic Church
- USA St. Louis Missouri Sisters of Loretto Chapel
- USA Dallas, Texas,
- USA Houston, 1963
- Preussisch-Oldendorf, Ev. Kirche, Seitliches Chorfenster
- Paramente

Nicht sakral
- Köln, Grabmal, Dr. Theissing
- Köln, Wohnhaus Bauunternehmer Schnelle, Belvederestraße 51
- Dansweiler, Volksschulneubau, Bronze-Relief im Eingang von Abt Wolfhelm 1965
- Meschede, Wohnhaus Schröjahr
- Verglasungen für Privathäuser
- Andernach, gestaltete Resopalwand
- Firma Stollwerck, KÖLN, neue Eingangshalle Fenster 1970

### Die im Folgenden aufgeführten Kirchen stellen den Bezug zur ausführenden Werkstatt dar
(Diese Liste muss vervollständigt werden)
| Ort im Erzbistum Paderborn | Kirche / Kapelle          | Ausführende Glaswerkstatt   | Jahr    |
| -------------------------- | ------------------------- | --------------------------- | ------- |
| Bad Driburg                | Zum verklärten Christus   | Oidtmann (Linnich)          | 1968    |
| Bad Driburg                | Kapelle im Josefshospital | Peters (Paderborn)          | 1967    |
| Brakel-Riesel              | St. Marien und Georg      | Peters (Paderborn)          | 1969    |
| Castrop-Rauxel             | St. Marien                | Knack (Münster)             | 1970    |
| Gütersloh-Blankenhagen     | Hl. Familie               | Peters (Paderborn)          | 1965    |
| Hagen-Kuhlerkamp           | St. Michael               | Peters (Paderborn)          | 1969/70 |
| Lippstadt-Hörste           | St. Martin                | Peters (Paderborn)          | 1969    |
| Meschede                   | Abtei Königsmünster       | Klosterwerkstatt (Meschede) | 1964    |
| Paderborn                  | St. Laurentius            | Peters (Paderborn)          | 1963    |
| Paderborn                  | St. Ulrich                | Peters (Paderborn)          | 1968    |
| Paderborn                  | Herz-Jesu                 | Peters (Paderborn)          | 1968    |
| Paderborn                  | Michaelskloster           | Peters (Paderborn)          | 1970    |
| Paderborn-Sande            | St. Marien                | Peters (Paderborn)          | 1968    |
| Schmallenberg-Dorlar       | St. Hubertus              | Peters (Paderborn)          | 1969    |

| Ort im Erzbistum Köln  | Kirche / Kapelle                          | Ausführende Glaswerkstatt        | Jahr      |
| ---------------------- | ----------------------------------------- | -------------------------------- | --------- |
| Bad Honnef             | St. Johann Baptist, 3 Fenster im Hochchor | Glasmalerei Oidtmann (Linnich)   | 1961      |
| Marienheide            | St. Ludwig Maria Grignion von Montfort    |                                  | 1963      |
| Köln-Höhenhaus         | St. Johann Baptist                        | Glasmalerei Botz & Miesen (Köln) | 1964      |
| Pulheim-Brauweiler     | St. Nikolaus (ehemalige Abteikirche)      |                                  | 1961–1965 |
| Bornheim-Walberberg    | St. Walburga                              | Glasmalerei Oidtmann (Linnich)   | 1969      |
| Düsseldorf-Himmelgeist | St. Nikolaus                              |                                  | 1967      |
| Bad Münstereifel       | St. Chrysanthus und Daria                 | Glasmalerei Oidtmann (Linnich)   | 1969      |
| Niederdrees            | St. Antonius                              |                                  | 1970      |

| Ort im Bistum Hildesheim | Kirche / Kapelle  | Ausführende Glaswerkstatt                   | Jahr |
| ------------------------ | ----------------- | ------------------------------------------- | ---- |
| Hannover                 | St. Christophorus | Fa. Selbach u. Didtmann (Köln-Rodenkirchen) | 1963 |